# Typestus
Typestus is een geslacht van hooiwagens uit de familie Trionyxellidae.
De wetenschappelijke naam Typestus is voor het eerst geldig gepubliceerd door Roewer in 1935. 

## Soorten
Typestus is monotypisch en omvat slechts de volgende soort:
- Typestus sulcatus